# Localizator uniform de resurse
Un localizator uniform de resurse (sau „Adresă uniformă pentru localizarea resurselor”, abreviat URL) este o secvență de caractere standardizată, folosită pentru denumirea, localizarea și identificarea unor resurse de pe Internet, precum paginiile web, incluzând documente text, imagini, clipuri video, expuneri de diapozitive etc. Standardul a fost introdus de Tim Berners-Lee pentru a fi utilizat în World Wide Web, specificațiile actuale fiind cuprinse în RFC1738. URL-ul este un caz particular al unei specificații mai ample numite URI (Identificator uniform de resurse), standardizat de același W3C.
Schema care este folosită este:
```
<protocol>://<nume_DNS>/<nume_local>
```

unde 
- protocol - este protocolul folosit (de cele mai multe ori HTTPS),
- nume_DNS - este numele domeniului pe care se află resursa,
- nume_local - este format din calea și numele resursei de pe discul local.

Exemplu de URL: http://ro.wikipedia.org/wiki/Localizator_uniform_de_resurse (este chiar adresa acestei pagini).

## Extensii
Extensia domeniului, cunoscută și sub denumirea de sufix de domeniu, apare după numele de domeniu și indică fie locația geografică, fie tipul de organizație care deține domeniul.
Exemple de extensii:
- .ro – www.domeniu.ro (pentru România)
- .com – www.domeniu.com (pentru afaceri internaționale)
- .eu – www.domeniu.eu (pentru Uniunea Europeană)
- .net – www.domeniu.net (pentru rețele sau tehnologie)
- .org – www.domeniu.org (pentru organizații non-profit)[2]